# Outwood (Wielki Manchester)
Outwood – przysiółek w Anglii, w hrabstwie Wielki Manchester, w dystrykcie Bury. Leży 5,3 km od miasta Bury, 9,6 km od miasta Manchester i 272,9 km od Londynu. W 1931 roku civil parish liczyła 2195 mieszkańców.